# جمهورية الشيشان - إنغوشيا الاشتراكية السوفيتية ذاتية الحكم
كانت جمهورية الشيشان - إنغوشيتيا الاشتراكية السوفيتية ذاتية الحكم  جمهورية تتمتع بالحكم الذاتي داخل جمهورية روسيا الاتحادية الاشتراكية السوفيتية وعاصمتها غروزني.
اعتبارًا من تعداد عام 1979، كانت مساحة أراضيها 19300 كيلومتر مربع وعدد سكانها 1,155,805 (611405 الشيشان، 134744 الأنغوش، والباقي الروس والمجموعات العرقية الأخرى).

## تاريخ

### الإمبراطورية الروسية
في عام 1810، انضمت إنغوشيتيا التاريخية طواعية إلى الإمبراطورية الروسية، وفي عام 1859 تم ضم الشيشان التاريخية إلى روسيا أيضًا، خلال حرب القوقاز في عام 1817-1864.

### الفترة السوفيتية
بعد الثورة الروسية عام 1917، في 20 يناير 1921، انضمت الشيشان وإنغوشيتيا إلى الجمهورية السوفيتية الجبلية. بدأ تقسيم جمهورية الجبل بعد فترة وجيزة من تشكيلها، وتم فصل منطقة الشيشان في 30 نوفمبر 1922 باسم أوبلاست الشيشانية ذاتية الحكم. في 7 يوليو 1924، تم تقسيم بقايا جمهورية الجبل إلى أوبلاست أوسيتيا الشمالية ذاتية الحكم وأوبلاست إنغوشيتيا ذاتية الحكم. في 15 يناير 1934، انضمت أوبلاست الشيشانية وأوبلاست الإنغوشية ذاتية الحكم إلى أوبلاست الشيشانية الإنغوشية ذاتية الحكم، التي ارتقت لتصبح جمهورية سوفيتية متمتعة بالحكم الذاتي.

### الحرب العالمية الثانية
خلال الحرب العالمية الثانية، في 1942-1943، احتلت ألمانيا النازية جزئيًا الجمهورية بينما كان 40.000[بحاجة لمصدر] من الشيشان في الجيش الأحمر. في 3 مارس 1944، بناءً على أوامر من جوزيف ستالين، تم حل الجمهورية وترحيل سكانها قسراً بناء على اتهامات بالتعاون مع الغزاة والانفصالية. تم تقسيم أراضي الجمهورية بين ستافروبول كراي (حيث تشكلت غروزني أوكروغ)، وداغستان، وشمال أوسيتيا، وجمهورية جورجيا الاشتراكية السوفيتية حيث كانت المنطقة المتبقية تعرف باسم مقاطعة أخالخيفي حتى عام 1957.

### فترة ما بعد الحرب
أعاد نيكيتا خروتشوف تشكيل الجمهورية في 9 يناير 1957.

### انهيار الشيشان - إنغوشيتيا
في 27 نوفمبر 1990، تبنى مجلس السوفيت الأعلى لجمهورية الشيشان-إنغوشيتيا الاشتراكية السوفيتية ذاتية الحكم إعلانًا حول سيادة الدولة لجمهورية الشيشان-إنغوشيتيا، وفي 24 مايو 1991، وفقًا لتعديلات المادة 71 من دستور روسيا الاتحادية الاشتراكية السوفيتية، بدأت الجمهورية ذاتية الحكم تسمى الشيشان-إنغوشيتيا الاشتراكية السوفيتية. هذا القرار قبل انهيار الاتحاد السوفيتي (ديسمبر 1991) لم يكن متسقًا مع المادة 85 من دستور اتحاد الجمهوريات الاشتراكية السوفيتية، الذي احتفظ باسم الشيشان-إنغوشيتيا الاشتراكية السوفيتية ذاتية الحكم.
في 8 يونيو 1991، بمبادرة من جوهر دوداييف، وهو جزء من مندوبي المؤتمر الوطني الشيشاني الأول في غروزني، الذي أعلن نفسه المجلس الوطنى لنواب الشعب الشيشاني (OKChN). بعد ذلك، تم إعلان جمهورية الشيشان، وسمى القادة السوفيت الأعلى للجمهورية بـ«مغتصبين».
أصبحت أحداث 19-21 أغسطس 1991 في موسكو حافزًا لانفجار اجتماعي وسياسي في الشيشان-إنغوشيتيا. كان منظم وقائد الحركة الجماهيرية هو اللجنة التنفيذية لـ OKChN برئاسة Dzhokhar Dudaev. بعد فشل GKChP، تقدمت اللجنة التنفيذية لـ OKChN ومنظمات الجناح القومي الراديكالي بمطالبة باستقالة مجلس السوفيت الأعلى للشيشان-إنغوشيتيا وإجراء انتخابات جديدة. في 1-2 سبتمبر، أعلنت الجلسة الثالثة لـ OKChN أن السوفيت الأعلى للجمهورية ذات الحكم الذاتي «خُلع» ونقل جميع السلطات في الجزء الشيشاني من الجمهورية إلى اللجنة التنفيذية لـ OKChN.
في 6 سبتمبر 1991 أعلن دوداييف حل هياكل السلطة الجمهورية. احتل أنصار OKChN المسلحون مبنى المركز التلفزيوني ودار الإذاعة، واقتحموا دار التربية السياسية، حيث انعقد اجتماع المجلس الأعلى. في هذا اليوم، اجتمع مجلس السوفيت الأعلى بكامل قوته، وتمت دعوة رؤساء المجالس المحلية ورجال الدين ورؤساء الشركات للتشاور. قرر دوداييف وقادة آخرون في OKChN اقتحام المبنى. تعرض أكثر من 40 نائباً في البرلمان الشيشاني الإنجوشيتي للضرب، وطرد الانفصاليون رئيس مجلس مدينة غروزني، فيتالي كوتسينكو، من النافذة، ثم مات في المستشفى. استقال دوكو زافجاييف من منصب رئيس المجلس الأعلى للشيشان-إنغوشيتيا تحت ضغط المحتجين.
في 15 سبتمبر، وصل رئيس مجلس السوفيت الأعلى لروسيا الاتحادية الاشتراكية السوفيتية روسلان خسبولاتوف إلى غروزني. تحت قيادته وفي غياب النصاب القانوني عُقدت الجلسة الأخيرة لمجلس السوفيت الأعلى للجمهورية، حيث قرر النواب حل البرلمان. نتيجة للمفاوضات بين روسلان حسبولاتوف وقادة اللجنة التنفيذية لـ OKChN كسلطة مؤقتة للفترة التي سبقت الانتخابات (المقرر إجراؤها في 17 نوفمبر) تم تشكيل المجلس الأعلى المؤقت لجمهورية الشيشان-إنغوشيتيا من 32 نائبًا، انخفض بعد قليل إلى 13 نائبًا، ثم إلى 9. انتخب حليف دوداييف، حسين أحمدوف، رئيسًا للمجلس الأعلى المؤقت الشيشان-إنغوشيتيا. أصبح مساعد حسبولاتوف يوري تشيرني نائب رئيس المجلس.
بحلول بداية أكتوبر 1991، نشأ صراع في المجلس الأعلى المؤقت بين مؤيدي OKChN (4 أعضاء، برئاسة حسين أحمدوف) وخصومه (5 أعضاء، برئاسة يوري تشيرني). أصدر أحمدوف، نيابة عن المجلس بأكمله، عددًا من القوانين والمراسيم التي أنشأت الأساس القانوني لأنشطة اللجنة التنفيذية لـ OKChN باعتبارها السلطة العليا، في 1 أكتوبر، أعلن تقسيم جمهورية الشيشان-إنغوشيا إلى جمهورية الشيشان المستقلة (Nokhchi-cho) وجمهورية إنغوشيتيا ذاتية الحكم داخل جمهورية روسيا الاتحادية الاشتراكية السوفيتية.
في 5 أكتوبر، اتخذ 7 من أصل 9 أعضاء في المجلس الأعلى المؤقت قرارًا بشأن استقالة أحمدوف وإلغاء الأعمال غير القانونية. في نفس اليوم، استولى الحرس الوطني التابع للجنة التنفيذية لـ OKChN على مبنى مجلس النقابات العمالية، حيث مكان المجلس، واستولى أيضًا على مبنى KGB التابع لجمهورية الشيشان-إنغوشيتيا الاشتراكية السوفيتية ذاتية الحكم. في 6 أكتوبر، أعلنت اللجنة التنفيذية لـ OKChN حل المجلس الأعلى المؤقت «لأنشطة تخريبية واستفزازية». ولم يمتثل المجلس لهذا القرار واتخذ في اليوم التالي قرارًا باستئناف النشاط بكامل قوته (32 نائبًا). انتخب المحامي بدر الدين باخمادوف رئيساً جديداً.
في 8 أكتوبر، أعلنت هيئة رئاسة مجلس السوفيت الأعلى لروسيا الاتحادية الاشتراكية السوفيتية أن مجلس السوفيت الأعلى المؤقت هو الهيئة الشرعية الوحيدة لسلطة الدولة على أراضي الشيشان-إنغوشيتيا حتى انتخاب تشكيل جديد للسوفيت الأعلى للجمهورية.
في 27 أكتوبر 1991، تحت سيطرة أنصار OKChN في الجزء الشيشاني من الجمهورية، أجريت انتخابات رئاسية وبرلمانية لجمهورية الشيشان (Nokhchi-cho). انتخب دزخار دوداييف رئيسًا للجمهورية المعلنة من جانب واحد. لم يتم الاعتراف بنتائج الانتخابات من قبل مجلس وزراء الشيشان-إنغوشيتيا، ورؤساء الشركات والإدارات، ورؤساء عدد من مناطق الجمهورية ذاتية الحكم. في 2 نوفمبر 1991، أعلن مجلس نواب الشعب في جمهورية روسيا الاتحادية الاشتراكية السوفاتية أن هذه الانتخابات غير شرعية. بقيت هياكل السلطة الشرعية لعدة أشهر بعد انقلاب دوداييف في سبتمبر. وهكذا، تم إلغاء وزارة الشؤون الداخلية وKGB للشيشان-إنغوشيتيا فقط بنهاية عام 1991.
في 7 نوفمبر، أصدر رئيس جمهورية روسيا الاتحادية الاشتراكية السوفيتية بوريس يلتسين مرسومًا يعلن حالة الطوارئ على أراضي الشيشان-إنغوشيتيا. ومع ذلك، فشلت التدابير العملية لتنفيذه. قام الانفصاليون الشيشان بإعاقة طائرتين مع القوات الخاصة هبطتا في مطار خانكالا. وقف قادة الأحزاب والحركات المناهضة لدوداييف إلى جانب الانفصاليين الشيشان. تفكك المجلس الأعلى المؤقت للشيشان-إنغوشيتيا وميليشياتها في الأيام الأولى للأزمة.
في 8 نوفمبر، قام حراس شيشانيون بإغلاق مباني وزارة الداخلية وKGB، وكذلك معسكرات الجيش. تم استخدام المدنيين وشاحنات الوقود في الحصار.
في 11 نوفمبر، رفض مجلس السوفيت الأعلى لجمهورية روسيا الاتحادية الاشتراكية السوفيتية الموافقة على مرسوم الرئيس يلتسين بشأن إعلان حالة الطوارئ في الشيشان-إنغوشيتيا.
30 نوفمبر - 1 ديسمبر 1991 في ثلاث مناطق إنغوشيتية من الشيشان-إنغوشيتيا - Malgobek و Nazran و Sunzhensky - تم إجراء استفتاء حول إنشاء جمهورية إنغوشيا داخل جمهورية روسيا الاتحادية الاشتراكية السوفيتية. شارك 75٪ من سكان إنغوشيا في الاستفتاء، وأيده 90٪.
نتيجة «للثورة الشيشانية»، انقسمت الشيشان-إنغوشيتيا بحكم الأمر الواقع إلى جمهورية إيشكيريا وإنغوشيتيا الشيشانية، والتي ظلت خارج التقسيم الإداري الإقليمي.
في 16 مايو 1992، وفقاً لتعديل دستور روسيا الاتحادية الاشتراكية السوفيتية، بحكم الأمر الواقع تفككت الشيشان-إنغوشيتيا الاشتراكية السوفيتية ذاتية الحكم وأصبح اسمها جمهورية الشيشان-إنغوشيتيا.

## التركيبة السكانية
- احصاءات حيوية

المصدر: دائرة الإحصاء الفيدرالية الروسية
|      | المواليد | حالات الوفاة | معدل المواليد | معدل الوفيات |
| ---- | -------- | ------------ | ------------- | ------------ |
| 1970 | 22651    | 6075         | 21.2          | 5.7          |
| 1975 | 22,783   | 6469         | 20.4          | 5.8          |
| 1980 | 24291    | 7,711        | 20.7          | 6.6          |
| 1985 | 30745    | 10.170       | 25.0          | 8.3          |
| 1990 | 31993    | 11.039       | 28.2          | 9.7          |
| 1991 | 31498    | 11.081       | 26.3          | 9.2          |
| 1992 | 28875    | 10666        | 23.1          | 8.5          |

- جماعات عرقية

|         | تعداد 1926 1    | تعداد عام 1939  | تعداد عام 1959  | تعداد 1970      | تعداد 1979      | تعداد 1989      | تعداد 2002 1      |
| ------- | --------------- | --------------- | --------------- | --------------- | --------------- | --------------- | ----------------- |
| الشيشان | 295.762 (61.4٪) | 368446 (52.9٪)  | 243,974 (34.3٪) | 508898 (47.8٪)  | 611405 (52.9٪)  | 734501 (57.8٪)  | 1,127,050 (71.7٪) |
| الإنغوش | 70,084 (14.5٪)  | 83.798 (12.0٪)  | 48273 (6.8٪)    | 113,675 (10.7٪) | 134.744 (11.7٪) | 163.762 (12.9٪) | 363,971 (23.2٪)   |
| الروس   | 78196 (16.2٪)   | 201,010 (28.8٪) | 348343 (49.0٪)  | 366.959 (34.5٪) | 336.044 (29.1٪) | 293,771 (23.1٪) | 46204 (2.9٪)      |
| آحرون   | 38.038 (7.9٪)   | 43761 (6.3٪)    | 69834 (9.8٪)    | 74,939 (7.0٪)   | 73.612 (6.4٪)   | 78395 (6.2٪)    | 33755 (2.1٪)      |

1. النتائج مجتمعة من الشيشان وإنغوشيا